# Caribes de San Sebastián 2023 (pallavolo maschile)
Questa voce raccoglie le informazioni riguardanti i Caribes de San Sebastián nelle competizioni ufficiali della stagione 2023.

## Stagione
I Caribes de San Sebastián partecipano al loro trentaduesimo campionato di Liga de Voleibol Superior Masculino: dopo il terzo posto in regular season, superano il round-robin dei quarti di finale al primo posto; in semifinale sconfiggono in quattro giochi i campioni in carica dei Mets de Guaynabo, raggiungendo la finale scudetto, dove si aggiudicano a distanza di ventiquattro anni il secondo titolo della propria storia, sconfiggendo nel settimo incontro della serie i Changos de Naranjito.

## Organigramma societario
Area direttiva
- Presidente: Ángelo Ferrante

Area tecnica
- Primo allenatore: Javier Gaspar (fino a dicembre[5]), Juan Francisco León (da dicembre[6])

## Rosa
| N° | Nome             | Ruolo | Data di nascita  | Nazionalità sportiva |
| -- | ---------------- | ----- | ---------------- | -------------------- |
| 1  | Steven Morales   | C     | 7 aprile 1992    | Porto Rico           |
| 1  | Marcos Liendo    | L     | 8 novembre 1989  | Porto Rico           |
| 2  | Anthony Negrón   | C     | -                | Porto Rico           |
| 3  | Pablo Guzmán     | S     | 2 giugno 1987    | Porto Rico           |
| 4  | Pedro Rosario    | O     | 18 maggio 1994   | Porto Rico           |
| 5  | Pedro Nieves     | C     | 29 giugno 1993   | Porto Rico           |
| 6  | Diego Negrón     | S     | 31 ottobre 1999  | Porto Rico           |
| 7  | Gabriel Rosado   | P     | 20 ottobre 1995  | Porto Rico           |
| 10 | Ezequiel Cruz    | S     | 15 luglio 1986   | Porto Rico           |
| 11 | José Mulero      | L     | 25 ottobre 1991  | Porto Rico           |
| 12 | Howard García    | P     | 8 febbraio 1994  | Porto Rico           |
| 14 | Pelegrín Vargas  | S     | 31 luglio 1998   | Porto Rico           |
| 15 | Jair Santiago    | O     | 24 agosto 1995   | Porto Rico           |
| 17 | Ismael Alomar    | C     | 28 giugno 1996   | Porto Rico           |
| 20 | Samuel Burgi     | S     | 15 agosto 2000   | Stati Uniti          |
| 24 | Luzgardo Liciaga | P     | 16 dicembre 1999 | Porto Rico           |

## Mercato
| Acquisti                               | Acquisti         | Acquisti             | Acquisti   |
| R.                                     | Nome             | da                   | Modalità   |
| -------------------------------------- | ---------------- | -------------------- | ---------- |
| C                                      | Ismael Alomar    | Puerto Rico Pythons  | definitivo |
| P                                      | Luzgardo Liciaga | UPR Mayagüez         | definitivo |
| C                                      | Steven Morales   | Puerto Rico Pythons  | definitivo |
| L                                      | José Mulero      | Texas Tyrants        | definitivo |
| S                                      | Diego Negrón     | Académica Espinho    | definitivo |
| P                                      | Gabriel Rosado   | Gigantes de Carolina | definitivo |
| O                                      | Jair Santiago    | Puerto Rico Pythons  | definitivo |
| S                                      | Pelegrín Vargas  | Río Duero Soria      | definitivo |
| Trasferimenti nel corso della stagione |                  |                      |            |
| P                                      | Howard García    | -                    | svincolato |
| S                                      | Samuel Burgi     | San Diego Wild       | definitivo |
| L                                      | Marcos Liendo    | -                    | svincolato |

| Cessioni                               | Cessioni         | Cessioni              | Cessioni   |
| R.                                     | Nome             | a                     | Modalità   |
| -------------------------------------- | ---------------- | --------------------- | ---------- |
| P                                      | José Guilloty    | Indios de Mayagüez    | definitivo |
| S                                      | Francisco Guzmán | -                     | ritirato   |
| L                                      | Marcos Liendo    | -                     | svincolato |
| C                                      | Steven Morales   | Puerto Rico Pythons   | definitivo |
| S                                      | Roberto Pérez    | Puerto Rico Pythons   | definitivo |
| C                                      | Josean Rodríguez | -                     | ritirato   |
| S                                      | Orlando Santiago | Puerto Rico Pythons   | definitivo |
| P                                      | Víctor Vázquez   | -                     | ritirato   |
| L                                      | Xavier Vega      | Plataneros de Corozal | definitivo |
| Trasferimenti nel corso della stagione |                  |                       |            |
| P                                      | Luzgardo Liciaga | Indios de Mayagüez    | definitivo |
| C                                      | Steven Morales   | -                     | svincolato |

## Risultati

### LVSM

#### Regular season
| 1ª giornata - 11 agosto 2023 Coliseo Mario Morales, Guaynabo               | Mets de Guaynabo         | 0 - 3 | Caribes de San Sebastián | 24-26, 20-25, 13-25               |
| 2ª giornata - 16 agosto 2023 Coliseo Raúl "Pipote" Oliveras, Yauco         | Cafeteros de Yauco       | 3 - 0 | Caribes de San Sebastián | 25-20, 25-16, 25-21               |
| 3ª giornata - 26 agosto 2023 Coliseo Luis Aymat Cardona, San Sebastián     | Caribes de San Sebastián | 3 - 0 | Plataneros de Corozal    | 25-18, 25-14, 25-19               |
| 4ª giornata - 31 agosto 2023 Coliseo Luis Aymat Cardona, San Sebastián     | Caribes de San Sebastián | 2 - 3 | Changos de Naranjito     | 21-25, 25-23, 25-21, 21-25, 12-15 |
| 5ª giornata - 2 settembre 2023 Palacio de Recreación y Deportes, Mayagüez  | Indios de Mayagüez       | 1 - 3 | Caribes de San Sebastián | 28-26, 17-25, 18-25, 23-25        |
| 6ª giornata - 8 settembre 2023 Coliseo Luis Aymat Cardona, San Sebastián   | Caribes de San Sebastián | 3 - 1 | Changos de Naranjito     | 25-18, 23-25, 25-19, 25-21        |
| 7ª giornata - 10 settembre 2023 Coliseo Raúl "Pipote" Oliveras, Yauco      | Cafeteros de Yauco       | 3 - 0 | Caribes de San Sebastián | 25-23, 25-20, 25-19               |
| 8ª giornata - 14 settembre 2023 Coliseo Gelito Ortega, Naranjito           | Changos de Naranjito     | 3 - 2 | Caribes de San Sebastián | 21-25, 25-23, 25-27, 27-25, 15-10 |
| 9ª giornata - 17 settembre 2023 Coliseo Carmen Zoraida Figueroa, Corozal   | Plataneros de Corozal    | 2 - 3 | Caribes de San Sebastián | 21-25, 20-25, 25-19, 27-25, 9-15  |
| 10ª giornata - 21 settembre 2023 Coliseo Rafael Llull Pérez, Adjuntas      | Gigantes de Adjuntas     | 3 - 1 | Caribes de San Sebastián | 23-25, 30-28, 25-21, 25-22        |
| 11ª giornata - 23 settembre 2023 Coliseo Luis Aymat Cardona, San Sebastián | Caribes de San Sebastián | 2 - 3 | Mets de Guaynabo         | 25-19, 22-25, 24-26, 25-21, 12-15 |
| 12ª giornata - 29 settembre 2023 Coliseo Luis Aymat Cardona, San Sebastián | Caribes de San Sebastián | 3 - 2 | Indios de Mayagüez       | 25-22, 25-18, 14-25, 22-25, 15-11 |
| 13ª giornata - 5 ottobre 2023 Coliseo Luis Aymat Cardona, San Sebastián    | Caribes de San Sebastián | 3 - 0 | Indios de Mayagüez       | 25-17, 25-19, 25-20               |
| 14ª giornata - 12 ottobre 2023 Coliseo Luis Aymat Cardona, San Sebastián   | Caribes de San Sebastián | 1 - 3 | Cafeteros de Yauco       | 24-26, 25-19, 22-25, 18-25        |
| 15ª giornata - 14 ottobre 2023 Coliseo Rafael Llull Pérez, Adjuntas        | Gigantes de Adjuntas     | 0 - 3 | Caribes de San Sebastián | 16-25, 24-26, 21-25               |
| 16ª giornata - 19 ottobre 2023 Coliseo Luis Aymat Cardona, San Sebastián   | Caribes de San Sebastián | 3 - 0 | Gigantes de Adjuntas     | 43-41, 25-16, 25-22               |
| 17ª giornata - 21 ottobre 2023 Coliseo Carmen Zoraida Figueroa, Corozal    | Plataneros de Corozal    | 1 - 3 | Caribes de San Sebastián | 19-25, 25-27, 25-17, 21-25        |
| 18ª giornata - 26 ottobre 2023 Coliseo Luis Aymat Cardona, San Sebastián   | Caribes de San Sebastián | 3 - 2 | Mets de Guaynabo         | 24-26, 25-23, 24-26, 25-21, 15-7  |

#### Play-off
| Quarti di finale (gara 2) - 9 novembre 2023 Coliseo Luis Aymat Cardona, San Sebastián  | Caribes de San Sebastián | 3 - 0 | Gigantes de Adjuntas     | 25-22, 25-19, 25-18               |
| Quarti di finale (gara 3) - 11 novembre 2023 Coliseo Gelito Ortega, Naranjito          | Changos de Naranjito     | 2 - 3 | Caribes de San Sebastián | 30-28, 21-25, 13-25, 25-22, 13-15 |
| Quarti di finale (gara 4) - 13 novembre 2023 Coliseo Rafael Llull Pérez, Adjuntas      | Gigantes de Adjuntas     | 0 - 3 | Caribes de San Sebastián | 19-25, 29-31, 14-25               |
| Quarti di finale (gara 6) - 17 novembre 2023 Coliseo Luis Aymat Cardona, San Sebastián | Caribes de San Sebastián | 2 - 3 | Changos de Naranjito     | 20-25, 25-20, 22-25, 25-20, 11-15 |
| Semifinale (gara 1) - 22 novembre 2023 Coliseo Luis Aymat Cardona, San Sebastián       | Caribes de San Sebastián | 3 - 1 | Mets de Guaynabo         | 25-19, 15-25, 25-22, 25-16        |
| Semifinale (gara 2) - 24 novembre 2023 Coliseo Mario Morales, Guaynabo                 | Mets de Guaynabo         | 1 - 3 | Caribes de San Sebastián | 25-18, 15-25, 22-25, 21-25        |
| Semifinale (gara 3) - 26 novembre 2023 Coliseo Luis Aymat Cardona, San Sebastián       | Caribes de San Sebastián | 3 - 2 | Mets de Guaynabo         | 19-25, 25-20, 25-19, 21-25, 15-9  |
| Semifinale (gara 4) - 29 novembre 2023 Coliseo Mario Morales, Guaynabo                 | Mets de Guaynabo         | 1 - 3 | Caribes de San Sebastián | 22-25, 14-25, 25-21, 16-25        |
| Finale (gara 1) - 5 dicembre 2023 Coliseo Mario Morales, Guaynabo                      | Changos de Naranjito     | 3 - 0 | Caribes de San Sebastián | 25-22, 25-21, 25-19               |
| Finale (gara 2) - 7 dicembre 2023 Coliseo Luis Aymat Cardona, San Sebastián            | Caribes de San Sebastián | 3 - 1 | Changos de Naranjito     | 20-25, 25-22, 25-14, 25-18        |
| Finale (gara 3) - 9 dicembre 2023 Coliseo Mario Morales, Guaynabo                      | Changos de Naranjito     | 1 - 3 | Caribes de San Sebastián | 25-23, 25-27, 28-30, 18-25        |
| Finale (gara 4) - 11 dicembre 2023 Coliseo Luis Aymat Cardona, San Sebastián           | Caribes de San Sebastián | 2 - 3 | Changos de Naranjito     | 21-25, 25-23, 25-20, 23-25, 13-15 |
| Finale (gara 5) - 13 dicembre 2023 Coliseo Mario Morales, Guaynabo                     | Changos de Naranjito     | 3 - 0 | Caribes de San Sebastián | 25-23, 25-17, 25-23               |
| Finale (gara 6) - 15 dicembre 2023 Coliseo Luis Aymat Cardona, San Sebastián           | Caribes de San Sebastián | 3 - 2 | Changos de Naranjito     | 25-19, 23-25, 18-25, 25-21, 15-13 |
| Finale (gara 7) - 17 dicembre 2023 Coliseo Manuel Iguina, Arecibo                      | Changos de Naranjito     | 1 - 3 | Caribes de San Sebastián | 17-25, 25-21, 15-25, 22-25        |

## Statistiche

### Statistiche di squadra
| Competizione | Punti | In casa | In casa | In casa | In trasferta | In trasferta | In trasferta | Totale | Totale | Totale |
| Competizione | Punti | G       | V       | P       | G            | V            | P            | G      | V      | P      |
| ------------ | ----- | ------- | ------- | ------- | ------------ | ------------ | ------------ | ------ | ------ | ------ |
| LVSM         | 33    | 16      | 11      | 5       | 17           | 11           | 6            | 33     | 22     | 11     |
| Totale       | -     | 16      | 11      | 5       | 17           | 11           | 6            | 33     | 22     | 11     |

G = partite giocate; V = partite vinte; P = partite perse

### Statistiche dei giocatori
Dati non disponibili.